# Hans-Ulrich Everts
Hans-Ulrich Everts (* 15. November 1937 in Remscheid; † 20. März 2017 in Hannover) war ein deutscher Physiker und Professor für Theoretische Physik an der Universität Hannover.
Er promovierte 1966 an der Universität Köln bei Bernhard Mühlschlegel und folgte Ende 1972 dem Ruf auf einen Lehrstuhl an der Universität Hannover.
Schwerpunkt seiner wissenschaftlichen Arbeit war die Theoretische Festkörperphysik. Insbesondere
seine Arbeiten zu zweidimensionalen magnetischen Systemen auf dem trihexagonalen Kagome Gitter fanden starke Beachtung in der internationalen Fachwelt.